# Lasse Jensen
Lasse Jensen (født 23. december 1946 i Gentofte) er en dansk journalist.

## Karriere
Lasse Jensen blev uddannet som journalist i 1968 efter at have udstået sin mesterlære ved Middelfart Venstreblad. Fra 1968 til 1969 arbejdede han som udenrigskorrespondent for Ritzaus Bureau, hvorefter han blev ansat ved Danmarks Radio. I 1969–1973 og 1992–1993 var han ved P1's Orientering. Han var desuden ad to omgange korrespondent i USA.
I årene 1983–1987 var han chef for TV-Avisen, hvor han bl.a. forestod udflytningen fra Radiohuset til TV-Byen.
Fra 1987 til 1992 var han chef for EBU's kontor i New York.
I 1993–1996 var han souschef for TV 2 Nyhederne, hvorefter han vendte tilbage til DR og blev programchef for chefredaktionen, hvor han bl.a. var med til starte DR2.
I 1997 forlod han DR og blev selvstændig, og i 1999 dannede han i samarbejde med Easy Film produktionsselskabet Jensen & Kompagni, der bl.a. fra februar 2001 til 1. oktober 2014 producerede radioprogrammet Mennesker og medier til DR's P1 med ham selv som redaktør og studievært.
I 2001 debuterede han som filminstruktør med dokumentarfilmen Jesus Christ Airlines. Han har instrueret og produceret adskillige dokumentarfilm og tv-dokumentarudsendelsen
I Dagbladet Information har han siden 2007 haft en ugentlig klumme om medieforhold og fra oktober 2014 er han fast tilknyttet som medieskribent og interviewer
Lasse Jensen har været lektor i journalistik på Syddansk Universitet og ekstern lektor på RUC.
I 2017 udkom hans erindringsbog Journalist på Gyldendal.

## Priser
I 2006 modtog han Den Berlingske Journalistpris for radioprogrammet Mennesker og medier. Samme år modtog han tv-branchens ærespris Årets Otto for sin lange indsats for dansk tv.
I 2009 modtog han Publicistprisen.